# Hans Eenhoorn
Hans (J.W.) Eenhoorn (24 september 1941) is een Nederlands oud-ondernemer. 
Hans Eenhoorn trad na het voltooien van zijn studie economie aan de Rijksuniversiteit Groningen in 1969 in dienst van Unilever. Van 1987 tot 2001 was hij achtereenvolgens voorzitter van Unilever in Argentinië, Product Group Executive voor Unilevers wereldwijde Ice Cream business, voorzitter bij Unilever in Oostenrijk en Senior Vice President in Unilevers wereldwijde Foods Division.
Na zijn pensionering in 2001 werd hij door de Verenigde Naties uitgenodigd om lid te worden van de Millennium Taskforce on Hunger, met de opdracht om realistische actieplannen te ontwikkelen om chronische honger in de wereld te bestrijden (de millenniumdoelstelling te realiseren). Daarnaast vervult hij enkele commissariaten en is hij lid van het internationale hoofdbestuur van SOS Kinderdorpen. Sinds 2006 is Eenhoorn actief binnen de Worldconnectors, een denktank van prominente en betrokken Nederlanders over internationale samenwerking. Per januari 2007 is hij benoemd tot associate-professor voor Voedselzekerheid en Ondernemerschap aan de Universiteit van Wageningen.